# Шаби, Рэйчел
Рэйчел (Рахель) Шаби (англ. Rachel Shabi) — журналист и писатель, корреспондент «Гардиан» в Израиле.

## Биография
Шаби (родилась в Израиле) в семье евреев — выходцев из Ирака (идентифицирует себя как арабскую еврейку). Выросла в Великобритании. Закончила Эдинбургский университет (Шотландия). В настоящее время живёт в Тель-Авиве.
Шаби — автор нашумевшей книги «Не враги: Израильские евреи из арабских стран» (англ. Not the Enemy: Israel's Jews from Arab Lands) ISBN 0300122756, ISBN 978-0300122756
Материалы Шаби публикуются в «Гардиан», «Санди Таймс» (Лондон), "Daily Express и The National (Абу Даби). Работает также для Аль-Джазира и Salon.com.